# Erionomus connatus
Erionomus connatus là một loài bọ cánh cứng trong họ Passalidae. Loài này được Hincks miêu tả khoa học năm 1933.